# Quest for a Heart
Quest for a Heart (tiếng Phần Lan: Röllin sydän, Tiếng Thụy Điển: Röllis hjärta, tiếng Đức: Quest for a Heart - Die Reise der schrecklichen Rollies, tiếng Nga: Ролли и Эльф: Невероятные приключения, tiếng Anh: Quest for a Heart) là một bộ phim hoạt hình của đạo diễn Pekka Lehtosaari, ra mắt lần đầu trong dịp Giáng sinh năm 2007.